# Sulpícia Mèmmia
Sulpícia Mèmmia (en llatí Sulpicia Memmia) va ser una de les tres mullers de l'emperador Alexandre Sever (222-235).
Era filla d'un home de rang consular del que no es coneix el nom, però si el del seu avi, que es deia Catul (Catulus), segons diu Eli Lampridi a la Història Augusta.